# Phùng Thị Minh Nguyệt
Phùng Thị Minh Nguyệt (sinh năm 1977 tại Hà Nội) là một cựu nữ cầu thủ bóng đá người Việt Nam. Cùng với đội tuyển bóng đá nữ Việt Nam cô từng giành 2 HCV tại SEA Games 2001 và 2003. Cô được trao danh hiệu "Cầu thủ xuất sắc nhất" tại Giải bóng đá nữ vô địch quốc gia 2002 và Quả bóng đồng năm 2003.